# (228883) Cliffsimak
(228883) Cliffsimak est un astéroïde de la ceinture principale.

## Description
(228883) Cliffsimak est un astéroïde de la ceinture principale. Il fut découvert par Bernard Christophe le 2 août 2003 à l'observatoire de Saint-Sulpice. Il présente une orbite caractérisée par un demi-grand axe de 3,01 UA, une excentricité de 0,11 et une inclinaison de 9,37° par rapport à l'écliptique.
Il fut nommé en hommage à Clifford D. Simak, auteur américain de science-fiction.

## Compléments